# 千佛造像碑 (高平市)
千佛造像碑 (高平市)，位于山西省晋城市高平市城东北15公里的建宁乡建南村，是中华人民共和国山西省文物保护单位之一。
1986年8月18日，授予山西省文物保护单位，是一座石刻。